# Effetto Glasgow

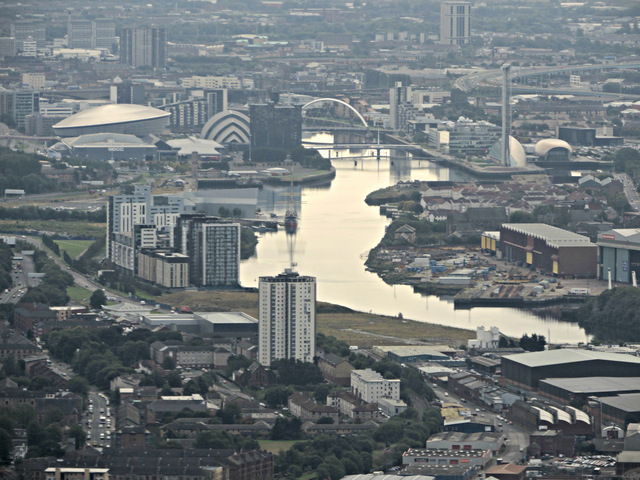
Veduta aerea di Glasgow

L'effetto Glasgow è il fenomeno, di cause sconosciute, che determina una minore aspettativa di vita degli abitanti della città scozzese rispetto alla media nazionale. 
Il fenomeno, le cui cause sono sconosciute, fa sì che, a parità di stili di vita e condizioni sociali, gli abitanti di Glasgow abbiano un'aspettativa di vita notevolmente inferiore rispetto alla media, anche se la si confronta con quella degli abitanti di città britanniche con demografia, livello di industrializzazione e organizzazione sociale simile. Il quotidiano The Guardian nel 2006 evidenziava che un bambino nato in quell'anno nel quartiere di Calton avrebbe avuto un'aspettativa di vita minore di uno nato in Iraq, in Iran, nella Corea del Nord o nella striscia di Gaza.

## Situazione
L'effetto Glasgow, definito come "eccesso di mortalità", non può trovare giustificazione solo con la povertà o il disagio sociale e impatta su chiunque abiti in questa città. Le statistiche riportano infatti che gli abitanti di Glasgow hanno un rischio maggiore del 30% di morire prematuramente, ossia prima dei 65 anni, rispetto agli abitanti di città comparabili come Liverpool e Manchester. Le percentuali sono maggiori per tutte le cause di morte prese in considerazione, siano esse cause naturali come cancro, malattie cardiache, ictus, o "cause sociali" quali droga, abuso di alcol e suicidi. Sebbene le classi sociali disagiate abbiano maggiore probabilità di morte prematura, il numero dei decessi calcolato per tutte le fasce sociali e anagrafiche è maggiore del 15% rispetto a quello delle altre città.
Uno studio pubblicato nel 2010 dal Centro per la salute della popolazione di Glasgow, condotto allo scopo di attestare o meno la rilevanza del fenomeno, ha certificato l'esistenza di tale incongruenza statistica e in particolare, basandosi sui dati storici raccolti presso le città di Glasgow, Liverpool e Manchester, ha rilevato che nella città scozzese, rispetto alle due città inglesi:
- il fenomeno, relativamente recente, era evidente a partire dagli anni 1980 (ma un ulteriore studio lo ha fatto risalire agli anni 1950);[5]
- la percentuale di morti premature era del 30% maggiore;[6]
- in generale, la mortalità era del 14% maggiore;
- nelle fasce di età tra i 15-44 anni e i 45-64 anni la mortalità era, rispettivamente, del 45% e del 30% maggiore;
- la mortalità infantile e nei giovani al di sotto dei 15 anni era inferiore in modo significativo;
- le percentuali di morte erano maggiori del 27% per tumore ai polmoni, del 32% per cause esterne, di circa il 70% per suicidio e di quasi due volte e mezzo a causa di abuso di alcol o droga.

In definitiva, questo "eccesso di mortalità" è stato rilevato trasversalmente in tutte le fasce di popolazione, siano esse suddivise per età (con l'eccezione dei giovanissimi) per sesso o per reddito.
Nel 2021 si è calcolato che l'aspettativa di vita della popolazione maschile di Glasgow era di sette anni più bassa della media britannica, mentre quella femminile di quattro anni.
Considerando l'alto numero di abitanti di questa città, l'effetto Glasgow rappresenta migliaia di persone che muoiono prematuramente.

## Ipotesi
Sebbene non siano ancora note le cause della minore aspettativa di vita degli abitanti della città scozzese, sono stati evidenziati alcuni elementi: realisticamente non si può attribuire la causa a un solo fattore e anche i più comuni fattori di rischio, seppure ben evidenti in tutta Glasgow, non hanno un'incidenza maggiore rispetto ad altre zone del Regno Unito con mortalità minore. L'obesità, ad esempio, è meno comune rispetto ad altre città e l'alcolismo e il tabagismo hanno la stessa diffusione. Tuttavia alcuni comportamenti autodistruttivi come la tossicodipendenza e il suicidio sono percentualmente più rilevanti. Tra il 1950 e il 1980, le maggiori cause di morte prematura erano malattie cardiovascolari, ictus, patologie respiratorie e tumori. Dal 1980 in poi a queste cause si aggiungono i decessi legati all'abuso di alcol o droghe, suicidi e incidenti automobilistici, specie tra gli adolescenti.
Nonostante queste dettagliate analisi, gli studi non hanno risolto il mistero dell'elevata mortalità degli abitanti di Glasgow, anche se si ipotizza che la povertà e il disagio sociale, correlati con i modelli occupazionali industriali, gli alloggi poveri e insalubri, i modelli culturali e comportamentali abbiano influito sulle aspettative di vita dei cittadini di questa città.
Uno studio del 2016, pubblicato sempre dal Centro per la salute della popolazione di Glasgow, ha concluso che alcuni fattori, tra cui l'evoluzione urbanistica e alcune decisioni politiche, hanno reso i cittadini di Glasgow più vulnerabili al degrado e alla povertà. I fattori includono gli effetti ritardati del sovraffollamento e la decisione presa negli anni 1960 e 1970 dalle amministrazioni locali di favorire l'abbandono della città da parte dei giovani lavoratori, offrendo alloggi sociali nelle nuove cittadine sorte nella provincia, lasciando a Glasgow una popolazione squilibrata con un'altissima percentuale di anziani, molto poveri e per la maggior parte disoccupata. Tale situazione potrebbe aver contribuito ad abbassare l'aspettativa di vita.